# Cossonay
Cossonay es una comuna suiza del cantón de Vaud, situada en el distrito de Morges.

## Geografía
Cossonay se sitúa a unos 15 km al noroeste de Lausana. El río Venoge separa a esta población de la vecina Penthalaz

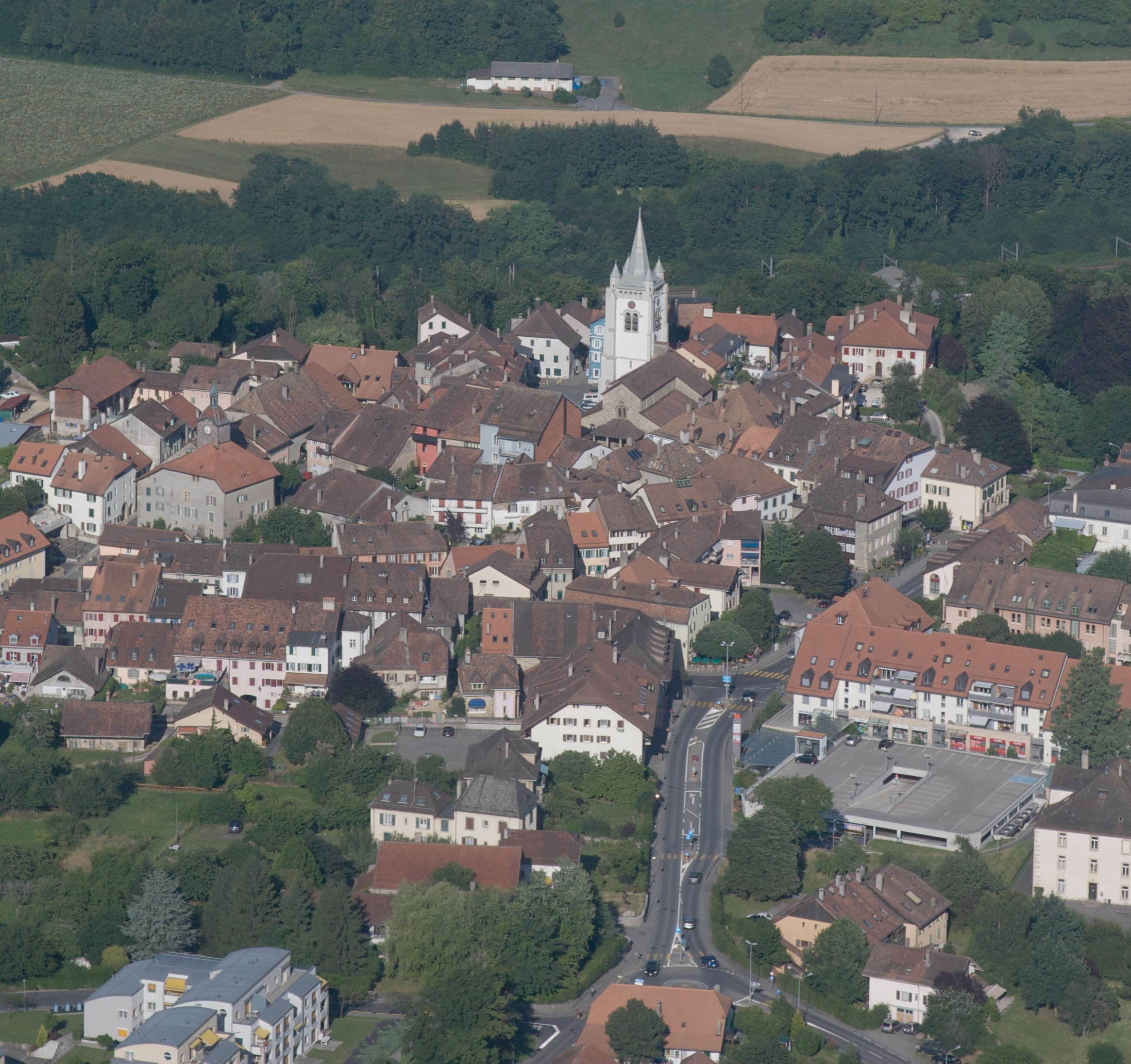
Vista aérea de Cossonay

## Transportes
Ferrocarril
Cossonay no tiene propiamente una estación de ferrocarril sino que está conectada mediante un funicular con la estación de la vecina Penthalaz. El funicular necesita unos 6 minutos para realizar el trayecto entre ambas poblaciones.

## Monumentos
La villa cuenta con varios monumentos entre los que destaca una iglesia reformada dedicada a Saint Pierre et Saint Paul que está catalogada como bien cultural de importancia nacional por el gobierno suizo.